# Secuestro y asesinato de Chester Bitterman
El secuestro y asesinato de Chester Bitterman, un misionero estadounidense secuestrado por terroristas en Bogotá, Colombia, el 19 de enero de 1981, llamando la atención de los medios de comunicación de todo el mundo durante casi siete semanas a principios de 1981.
Fue una prueba para la administración Reagan, en medio del conflicto armado interno de Colombia. 

## Antecedentes y contexto
Durante décadas, desde el Bogotazo del 9 de abril de 1948 hasta la actualidad, Colombia ha tenido que enfrentarse a la guerra de guerrillas. Esta se ha manifestado en secuestros, asesinatos, extorsiones y limpiezas étnicas, así como en grandes atentados terroristas contra embajadas e instituciones gubernamentales. La inseguridad política ha sido la principal preocupación diaria de los colombianos durante generaciones. 
Por lo general, la violencia guerrillera en Colombia, y las respuestas violentas del gobierno, sólo afectan a los colombianos. Pero en una ocasión, en 1981, un estadounidense se vio envuelto en ella y pagó con su vida. El secuestro y asesinato del misionero estadounidense Chester Bitterman en Colombia fue un importante acontecimiento terrorista para ese país, para los Estados Unidos y el mundo entero.
La tragedia de Bitterman fue una de las primeras introducciones a un tipo de terrorismo que hoy se ha extendido por todo el mundo. Introdujo cuestiones éticas que siguen sin respuesta y puso de relieve los dilemas que se han convertido en temas permanentes de la vida moderna: cómo responder a los atentados terroristas sin perder la humanidad, cómo equilibrar la empatía por las víctimas con el coste político de la negociación, el uso de la desinformación por parte del terrorista, el papel de las instituciones occidentales como provocador del terrorismo en los países en desarrollo y la rabia y ciclo de violencia que generan los atentados impunes.
En enero de 1981 Chester Bitterman un misionero estadounidense de 28 años nacido en Lancaster, Pensilvania había decidido pasar quince meses en Colombia como miembro del Instituto Lingüístico de Verano (ILV), asociado a Wycliffe Bible Translators. Junto con su esposa Brenda Gardner y sus dos hijas pequeñas, planeaban traducir la Biblia a la lengua de los indios carijona prealfabetizados. Los Bitterman tenían su base en el centro del ILV de Loma Linda (departamento del Meta), pero Chester sufría un cólico biliar y había viajado a Bogotá para someterse a una operación de vesícula.

## Secuestro
El secuestro de Bitterman duró un total de 47 días. Comenzó en la madrugada del 19 de enero de 1981 cuando seis hombres y una mujer todos armados, entraron a la casa de huéspedes del ILV en un barrio del norte de Bogotá pretendiendo ser 'policías'. Una vez dentro de la casa lo capturaron en presencia de su mujer, sus hijas y otras personas miembros de ILV. Los captores habían preguntado primero por el director del ILV, el Señor Albert Wheeler, pero al no encontrarlo, se llevaron a Bitterman en su lugar.Los pistoleros registraron la casa y también se llevaron documentos y equipos electrónicos del ILV.

### Exigencias
Tres días después, el 22 de enero, los secuestradores hicieron público un comunicado. Se identificaban como el M-19, un movimiento guerrillero colombiano, y afirmaban que el ILV era una tapadera de la CIA y había instalado misiles estadounidenses en un lago de su centro de Loma Linda.Comunicaron sus dos exigencias en una carta dirigida al presidente Ronald Reagan: que el ILV abandonara Colombia inmediatamente y que su manifiesto se publicara en el New York Times y en el Washington Post.Si ambas exigencias no se cumplían en el plazo de un mes, Bitterman sería asesinado.
En los días siguientes, tanto el gobierno colombianocomo el estadounidense defendieron la presencia del ILV en el país, negaron su implicación con la CIA e insistieron en que no negociarían con los terroristas. El 24 de enero, el ILV declaró formalmente que no abandonaría Colombia e instó a los captores de Bitterman a no derramar sangre inocente.

### Afirman que los secuestradores no son del M-19
El 26 de enero, la televisión colombiana fue interrumpida (una táctica de comunicación utilizada entonces por el M-19) con una emisión en la que se afirmaba que el M-19 no tenía a Bitterman en su poder. Afirmaron que el gobierno colombiano lo había capturado "para desacreditar a su movimiento". La misma afirmación fue hecha al día siguiente por prisioneros del M-19 en la cárcel La Picota.El Ministerio de Defensa colombiano calificó inmediatamente estas afirmaciones de "absurdas". El 28 de enero se envió a los medios de comunicación un comunicado con el logotipo del M-19 en el que se amenazaba con matar a Bitterman el 19 de febrero (un mes después de su captura) si el ILV no abandonaba Colombia.El 29 de enero se enviaron a los medios fotos de hombres armados enmascarados rodeando a Bitterman. Detrás de ellos estaba la bandera del M-19. Basándose en estas afirmaciones contradictorias, los medios de comunicación y algunos militares empezaron a especular con la posibilidad de que los secuestradores fueran una facción disidente del M-19.

### Afirman que el ILV es una tapadera de la CIA
El ILV llevaba muchos años en Colombia antes del secuestro y había sido controvertido. Fue acusado tanto por la guerrilla como por los órganos religiosos y gubernamentales de ser perjudicial para las culturas indígenas y de utilizar su acceso privilegiado a las tribus para el proselitismo evangélico. El ILV lo negó. El 30 de enero, el ILV invitó a periodistas a su centro de Loma Linda, que según los secuestradores era una base clandestina de la CIA, para inspeccionarlo y documentar que no había presencia militar o de inteligencia norteamericana. El 2 de febrero, el gobierno colombiano y la embajada de Estados Unidos en Bogotá declararon su pleno apoyo al ILV y negaron cualquier vinculación con la CIA. El 25 de enero y el 2 de febrero, los servicios de seguridad llevaron a cabo una intensa búsqueda del escondite de los secuestradores en Bogotá y otros lugares de Colombia. Ambas búsquedas fueron infructuosas.

### Señales de vida
El 5 de febrero, su esposa recibió un mensaje de Bitterman en el que afirmaba que se encontraba bien y que estaba recibiendo un buen tratamiento. El 6 de febrero, su esposa le devolvió el mensaje, junto con una súplica a sus captores por su vida. Una semana después se enviaron otras fotografías en las que se veía a Bitterman jugando al ajedrez con sus captores.

### Contradicciones, confusión y estancamiento
El 7 de febrero se produjo otra interrupción de la televisión colombiana en la que el M-19 volvió a afirmar que no retenía a Bitterman y el día 9 dijo que se negaba a responder por su vida. El 11 de febrero, un mensaje que decía ser del M-19 repitió sus amenazas contra Bitterman y dijo que el ILV era "una afrenta a la soberanía colombiana". El 15 de febrero, tres periodistas fueron secuestrados en Bogotá y conducidos durante varias horas a un lugar desconocido, donde unos hombres enmascarados, que decían pertenecer al M-19, los recibieron y les pidieron una entrevista. Durante esa entrevista los enmascarados negaron que tuvieran retenido a Bitterman o que existiera división alguna dentro del M-19. Sólo uno de los guerrilleros recibió a los periodistas sin máscara, su jefe, Everth Bustamante García. Los periodistas fueron conducidos de regreso a Bogotá y liberados.
El 17 de febrero se recibió en una emisora de radio un casete con pruebas de que Bitterman seguía vivo. Alegó que había diferencias ideológicas entre el M-19 y un grupo disidente de la organización que lo había capturado. El 20 de febrero, un día después de la fecha amenazada de ejecución, el M-19 anunció que había prorrogado la sentencia hasta el 6 de marzo con el fin de dar más tiempo al ILV para salir del país. Mientras tanto, el M-19 anunció la candidatura de su fundador y líder, Jaime Bateman Cayón, a la presidencia de Colombia. Por otra parte, el 27 de febrero secuestraron a otro periodista y lo llevaron a la sede de Autodefensa Obrera, otro grupo guerrillero de izquierda, donde le dieron información similar a la de los tres periodistas anteriores. De la información dada a este periodista se desprendía que esta organización estaba estrechamente alineada con el M-19. También negaron su implicación en el secuestro de Bitterman.

### Desenlace
Entre el 19 de febrero y el 6 de marzo se celebraron intensas negociaciones, en las que participaron un pastor protestante, un sacerdote católico, periodistas, representantes del ILV y los secuestradores. Estos últimos sólo aceptaban la salida del país del ILV, condición que éste se negaba a cumplir. Durante los últimos días se produjeron más de una docena de contactos telefónicos secretos, en los que participaron principalmente el ILV y los periodistas, por un lado, y los secuestradores, por otro, pero sin la presencia de las autoridades colombianas. En la última sesión maratoniana los secuestradores dieron sus nombres como 'Chucho' y 'Genaro'. El estilo de este último hombre y su fuerte acento paisa recordaban extrañamente a uno de los líderes de la Toma de la embajada de la República Dominicana en Bogotá, ejecutada por el M-19 el año anterior.

## Asesinato
En la madrugada del 7 de marzo, Bitterman fue asesinado de un solo disparo en el pecho en una buseta secuestrado en una calle de Bogotá. El conductor del colectivo, que había sido atado y tenía los ojos vendados, dio la alerta sobre las 5.30 de la mañana. Las autoridades llegaron, encontraron el cuerpo de Bitterman envuelto en una pancarta del M-19, lo trasladaron al Instituto de Medicina Legal para su identificación (a cargo de su esposa, Brenda, y del jefe del ILV, Albert Wheeler) y le practicaron la autopsia. Las pruebas toxicológicas sugirieron que Bitterman había sido drogado antes de recibir el disparo. El periódico El Tiempo anunció la muerte de la siguiente manera:

«El ciudadano estadounidense Chester Allen Bitterman, funcionario del Instituto Lingüístico de Verano, secuestrado el 19 de enero por un grupo disidente del M-19, fue asesinado en la madrugada de ayer dentro de una buseta, en Bogotá. El crimen ocurrió pocas horas después de una maratónica rueda de prensa telefónica entre todos los medios de comunicación y dos hombres que hablaban en nombre de la agrupación subversiva, que se identificaron como Chucho y Genaro, quienes anunciaron la ejecución.»

## Reacción y sospechosos

### Gobiernos
El presidente colombiano, Julio César Turbay, fue uno de los primeros en responder a la muerte de Bitterman, calificándola de "vil y despreciable".El portavoz del gobierno, Germán Zea Hernández, reiteró que el ILV podía permanecer en el país hasta que finalizara su contrato en 1995. A partir de 2024 seguía en el país. Turbay recibió más tarde a la familia de Bitterman en el Palacio Presidencial para ofrecer sus condolencias. El presidente Ronald Reagan envió sus condolencias personales a los padres y la viuda de Bitterman. El Secretario de Estado estadounidense, Alexander Haig, también condenó el asesinato.

### El M-19 y las facciones
El 30 de enero, 11 días después del secuestro, se hicieron públicas dos circulares contradictorias firmadas ambas por el M-19. Una, originada en Cali y firmada 'Comando Superior Provisional del M-19', criticaba duramente al comandante del M-19, Jaime Bateman Cayón, por comprometerse con el enemigo al presentarse a las elecciones.Lo llamó "payaso" y lo expulsó del movimiento. Culpaba a la CIA del secuestro de Bitterman. La otra circular, originada en Medellín y firmada por el "Comando Superior" (con las firmas de Bateman Cayón, Iván Marino Ospina y Carlos Toledo Plata, líderes reconocidos del M-19), acusaba a "comandantes inferiores" anónimos del M-19 de usurpar su autoridad secuestrando a Bitterman.
 

Después de la muerte de Bitterman, la misma jerarquía del M-19 culpó del asesinato a su propia organización disidente, ahora llamada 'Coordinadora Nacional de Base, M-19', en ese momento dirigida por Everth Bustamante García. El texto exacto de la declaración firmada por los tres dirigentes del M-19 (Jaime Bateman Cayón, Iván Marino Ospina y Carlos Toledo Plata) era el siguiente:
Después de una clara investigación y por considerar que quienes ejecutaron a Bitterman son militantes de espíritu belicista y terroristas para con nuestra organización y quieren llevar al movimiento M-19 a una situación de guerra interna, ya que ellos han puesto por encima de la organización sus intereses personales, señalamos como responsables directos de la muerte de Chester Allen Bitterman a: Evert Bustamante García, intelectual; Carlos Vidales Rivera, “Luis”; Jorge Rojas Sánchez, “Genaro”, autor material.’
Varios fuentes aseguraban que era la organización de Bustamante la que retenía a Bitterman. Habían enviado un manifiesto de veinte páginas al periódico El Bogotano denunciando a Bateman y, para probar su autenticidad, incluían las tarjetas de crédito de Bitterman y una carta manuscrita de éste a su esposa Brenda. Más tarde, la misma organización le envió su anillo universitario, que ella identificó como auténtico.
El 'Coordinador Nacional de Base, M-19' ya había sido acusado del asesinato de otra personalidad notable de forma similar que a Bitterman. El 15 de febrero de 1975, el presidente del mayor sindicato de trabajadores de Colombia, José Raquel Mercado, fue asesinado, al igual que Bitterman, de un solo disparo en el pecho efectuado a quemarropa.  Ambos habían permanecido retenidos en un escondite similar en Bogotá durante largos periodos mientras sus captores negociaban. Irónicamente, esta organización disidente también había distribuido fotos de Mercado jugando al ajedrez con sus captores antes de su asesinato.
El papel de Bustamante, alias 'Marcos', nunca ha sido aclarado. Tampoco está claro el papel de Carlos Vidales Rivera (1939-2014), miembro del M-19 hasta 1979. Menos aún se sabe de Jorge Rojas Sánchez (1950-1987), asesinado en Pereira, su ciudad natal. “Genaro", como apodaban a Rojas Sánchez, participó en las fatídicas negociaciones el último día antes de la muerte de Bitterman y, según el relato del propio M-19, fue el hombre que apretó el gatillo.
Bustamante, en su momento y desde entonces, ha sostenido que no tuvo nada que ver con el secuestro ni con el asesinato. El 14 de febrero de 1981, hombres enviados por Bustamante secuestraron a tres destacados periodistas de Bogotá y los llevaron a su escondite, donde les informó que él no estaba involucrado, ni el M-19, en el secuestro de Bitterman. En esa entrevista Bustamante argumentó que el M-19 no secuestra a personas comunes.
En su desmentido más reciente, publicado en 2016, Bustamante cita la entrevista como prueba de su inocencia. Sin embargo, un portavoz del M-19, durante el secuestro mismo, desestimó la entrevista como un truco publicitario. El 21 de febrero de 1981, una semana después de la entrevista, en una llamada al periódico El Espectador, el vocero dijo que la afirmación de que el M-19 no tenía a Bitterman ‘había sido un “show” montada por Jaime Bateman Cayón y Bustamante, quienes solamente están interesados en hacerse a posiciones políticas'.
En el mismo desmentido publicado, Bustamante también cita la amnistía que se le concedió en 1990 para probar su propia inocencia.  La ley 77 del 22 de diciembre de 1989, al igual que la ley de amnistía aprobada tres días antes del asesinato de Bitterman, excluye a los guerrilleros implicados en actos atroces como el asesinato de Mercado y Bitterman. Ambos atropellos son atribuidos, por algunos expertos, a la organización que Bustamante dirigía en ese momento.
Tras vivir varios años exiliado en Francia, Bustamante salió del M-19 en 1990 para incorporarse a la política colombiana y fue elegido senador y, posteriormente, alcalde de Zipaquirá. Durante las décadas transcurridas desde su amnistía, se ha convertido en una figura política de alto nivel muy respetada en varias administraciones colombianas.  Pero desde el 12 de marzo de 1981, cinco días después del asesinato, hasta fechas tan recientes como 2016y 2019 se han planteado interrogantes sobre su implicación. 
En 1981 el periódico El Tiempo afirmó que:
“Everth Bustamante García, alias ‘Marcos’ y señalado como el autor intelectual del asesinato, nació el 18 de julio de 1948, en Zipaquirá; hijo de Vicente y Beatriz; abogado, dirigente político. Tiene una estatura de 1.76, tez trigueña, cedula de ciudadanía numero 11.330 de Zipaquirá. Es oficial primero del M-19 y fue responsable en Bogotá de una dirección interna del movimiento, que es, al parecer, la coordinadora de base. Registra amplios antecedentes como activista de la Anapo Socialista y su contacto directo para ingresar al movimiento fue Luis Francisco Otero Cifuentes. Es juzgado como reo ausente en el consejo verbal de guerra que se adelanta en La Picota.”
En una carta enviada al día siguiente a la misma revista, Bustamante negó cualquier implicación en el caso Bitterman y culpó de todo a la CIA.
Más recientemente, en 2014, la revista Semana afirmó lo siguiente:
‘Everth Bustamante fue el jefe de la coordinadora nacional de base y bajo su jefatura fue secuestrado y asesinado el norteamericano Chester Allan Bitterman, quien no era más que un traductor que trabajaba para el Instituto Lingüístico de Verano.
Bustamante reaccionó escribiendo al director de la revista alegando difamación y protestando por su inocencia, pero de nuevo, en 2019, surgieron dudas sobre su implicación por parte de periodistas de investigación del medio Las2Orillas.
Bustamante había chocado con Bateman en algunas ocasiones. Bustamante ya había sido político en Zipaquirá antes de unirse al M-19 y volvería a entrar en la política colombiana en 1990 tras recibir su amnistía por las actividades del M-19. Bustamante se había posicionado como marxista-leninista a la izquierda de Bateman en sus primeros años, mientras que experimentó una  transformación en alinearse con Álvaro Uribe, en sus últimos años.

## Posible conspiración
La cuestión de la culpabilidad es claramente turbia. David Stoll, en su libro publicado en inglés en 1982 y español en 1985 ¿Pescadores de hombres o fundadores de Imperio? El Instituto Lingüístico de Verano en América Latina,cataloga la larga y comprobada historia del ILV en Colombia. En referencia al asesinato de Bitterman, Stoll imagina varios posibles conjuntos de actores:

«Justo antes del secuestro de Bitterman, la revista Cromos divulgó una encuesta mostrando que dos líderes del M- 19 eran las personas más populares del país. El Presidente Turbay estaba en décimo lugar, detrás de una reina de belleza. Dieciséis días después de la ejecución de Bitterman, Turbay reclamó que las fuerzas del M-19 habían sido entrenadas en Cuba y rompió relaciones con ese país, una jugada ampliamente atribuida a presión ejercida desde Washington»

«Antes y después de la muerte de Bitterman, líderes del M-19 negaron responsabilidad y culparon a una facción, la que también negó toda conexión antes y después del asesinato. En una reunión de los dos grupos del M-19 el 14 de febrero, calificaron a los comunicados en su nombre de “falsos” y señalaron con el dedo a inteligencia militar, tal vez hasta la CIA, que, según dijeron, estaba tratando de dividir y desacreditar al movimiento. Los secuestradores siguieron reclamando representar a la facción del M-19, como también lo hizo el gobierno. Como los dos bandos sin duda se han infiltrado mutuamente, cabe la tercera posibilidad de un consorcio. Para poner en aprietos al M-19 y tal vez retirar a traductores de la Biblia moralistas e informantes de plantaciones para-gubernamentales de coca y marihuana, por ejemplo, un provocador podría haber persuadido a miembros de la línea dura del M-19 de llevar la teoría de la conspiración hasta su conclusión lógica. Aun así, si una facción del M-19 realmente asistió a Bitterman sin ninguna ayuda para-oficial, habría encontrado amplia razón para pretender que no lo había hecho»

El 24 de enero, sólo cinco días después del secuestro, un portavoz de la Embajada de Estados Unidos en Bogotá, Alfred Laun, también observó que "para nosotros, paradójicamente, este tipo de secuestros se parecen mucho a los que están cometiendo ahora grupos de derecha en El Salvador. A pesar de no tener los mismos ideales, los grupos de ese país y los que secuestraron aquí al asociado del ILV están actuando de manera muy similar, utilizando casi los mismos métodos".
Bustamante y el M-19 pueden ser totalmente inocentes del asesinato de Chester Bitterman. Como sugieren Stoll,y Laun puede haber sido efectivamente otro grupo secreto—de izquierdas, de derechas, ultra-religioso o una combinación de estos—el que les robó la identidad del M-19 por sus propias razones. O podría haber sido, en efecto, un macabro complot del M-19 en que sembraron la desinformación para crear el caos. Tal comedia negra podría explicar por qué tanto el M-19 envió condolencias a la viuda de Bitterman como Bustamante a sus padres. Varias autoridades argumentan que la preponderancia de las pruebas apunta al M-19 o a un grupo disidente del mismo, y han instado a Bustamante, el único líder que sigue vivo, a que revele lo que sabe.

### Gatilleros
En los escenarios anteriores intervienen quienes pueden haber dado la orden. Quién apretó realmente el gatillo es otra cuestión. El 9 de marzo de 1982 el periódico ''El Tiempo'' informó lo siguiente:

«Hugo Oswaldo Chávez Urrutia, asesino del lingüista estadounidense Chester Allen Bitterman, y 16 guerrilleros más de la plana mayor del M-19 en Bogotá, fueron capturados por el servicio de inteligencia de la Brigada de Institutos Militares, en uno de los más rudos golpes a la organización subversiva. Fueron identificados como: Óscar José Núñez, Jorge Enrique Rodríguez Álvarez, Luis Mario Duque Rodríguez, Gustavo Restrepo González, Carlos Arturo Salamanca Villegas, Jaime Rada Duarte, Carlos Alberto Jaramillo Restrepo, Luis Augusto Medina Roa, Félix David y Pedro José Rodríguez Moreno, Luz Marina Velandia Moreno, Martha Lucía Sánchez Segura, Luz Amparo Jiménez Pérez, Alba Consuelo Ramos, Gloria Isabel Serrato de Ocampo y Carlos Mario Acevedo Martínez»

«El general Díaz Sanmiguel calificó de muy peligroso el guerrillero que a sangre fría asesinó a Bitterman y lo identificó como Hugo Oswaldo Chávez Urrutia, alias Martin, tercer hombre en importancia dentro de la llamada Coordinadora Nacional de Base del M-19 después de Heber Bustamante e Ivón Consuelo Izquierdo, alias Julia., el comandante de la BIM dijo que este confesó plenamente haber asesinado al lingüista Bitterman el 7 de marzo del año pasado cuando conformo la columna ‘Manuela Beltrán’ de la coordinadora de base del M-19. Finalmente el comandante de la BIM dijo que existen versiones en el sentido de que Herber Bustamante salió del país y se encuentra en alguna nación centroamericana, posiblemente en Cuba o Nicaragua»

Hugo Oswaldo Chávez Urrutia fue liberado más tarde, en mayo de 1983, en virtud de una amnistía general para los guerrilleros. Desde entonces no hay rastro de él. Bustamante reapareció en 1990 aprovechando la amnistía concedida a los guerrilleros del M-19 y se convirtió en un destacado político colombiano, que acabó apoyando al gobierno de Álvaro Uribe. Esta notable evolución política se produjo a pesar de que el 9 de marzo de 1981 el gobierno colombiano había declarado que no se concedería la amnistía a ninguna persona relacionada con el asesinato de Bitterman.
Según el general Gustavo Matamoros, varios de los otros 16 guerrilleros del M-19 capturados estaban implicados en el secuestro de Bitterman, pero no estaba claro cuáles.
El 10 de marzo de 1982 El Espectador informó lo siguiente:

«de la captura de personas señaladas como autoras materiales del asesinato del ciudadano norteamericano, entre ellas un individuo identificado como Boris Hernando Castillo Horam, quien según ‘El Espacio’ del 18 de enero del corriente ano, era miembro también de la llamada ‘Coordinadora Nacional de Base.»

No se sabe nada más de este hombre.

### Instituto Lingüístico de Verano
Podría decirse que el mayor beneficiado del caso Bitterman fue el ILV. De ser criticado con frecuencia en la prensa colombiana y en círculos políticos y católicos, pasó a ser el favorito de los medios de comunicación y cosechó la simpatía y el apoyo universales. Aunque su contrato con el gobierno colombiano debía finalizar en 1995, permaneció en Colombia y sigue presente en 2024. En todo el mundo, su reclutamiento aumentó en más de un setenta por ciento en el año siguiente a la muerte de Bitterman y las contribuciones financieras aumentaron en un 22% ese mismo año.

### Comunidad cristiana
Hubo un apoyo ecuménico al ILV, incluso por parte de la hasta entonces escéptica Iglesia católica colombiana. “La sangre de los mártires es la semilla de la Iglesia", se convirtió en el leitmotiv de Chester Allen Bitterman. Se construyeron monumentos en su honor y, aún hoy, es venerado por la comunidad evangélica como ejemplo de sacrificio al estilo de Cristo.

### La familia Bitterman
La madre y el padre de Bitterman fueron recibidos por el entonces presidente de Colombia, Julio César Turbay, cuando visitaron el país poco después del asesinato. Su reacción suscitó admiración, ya que prometieron perdonar a los asesinos de su hijo e incluso expresaron su deseo de visitarlos. Brenda Gardner Bitterman y sus dos hijas abandonaron Colombia al día siguiente del entierro de su marido en Loma Linda. Nueve meses después volvió a casarse. Ella y su nuevo marido siguieron trabajando para el ILV.